# 우시시

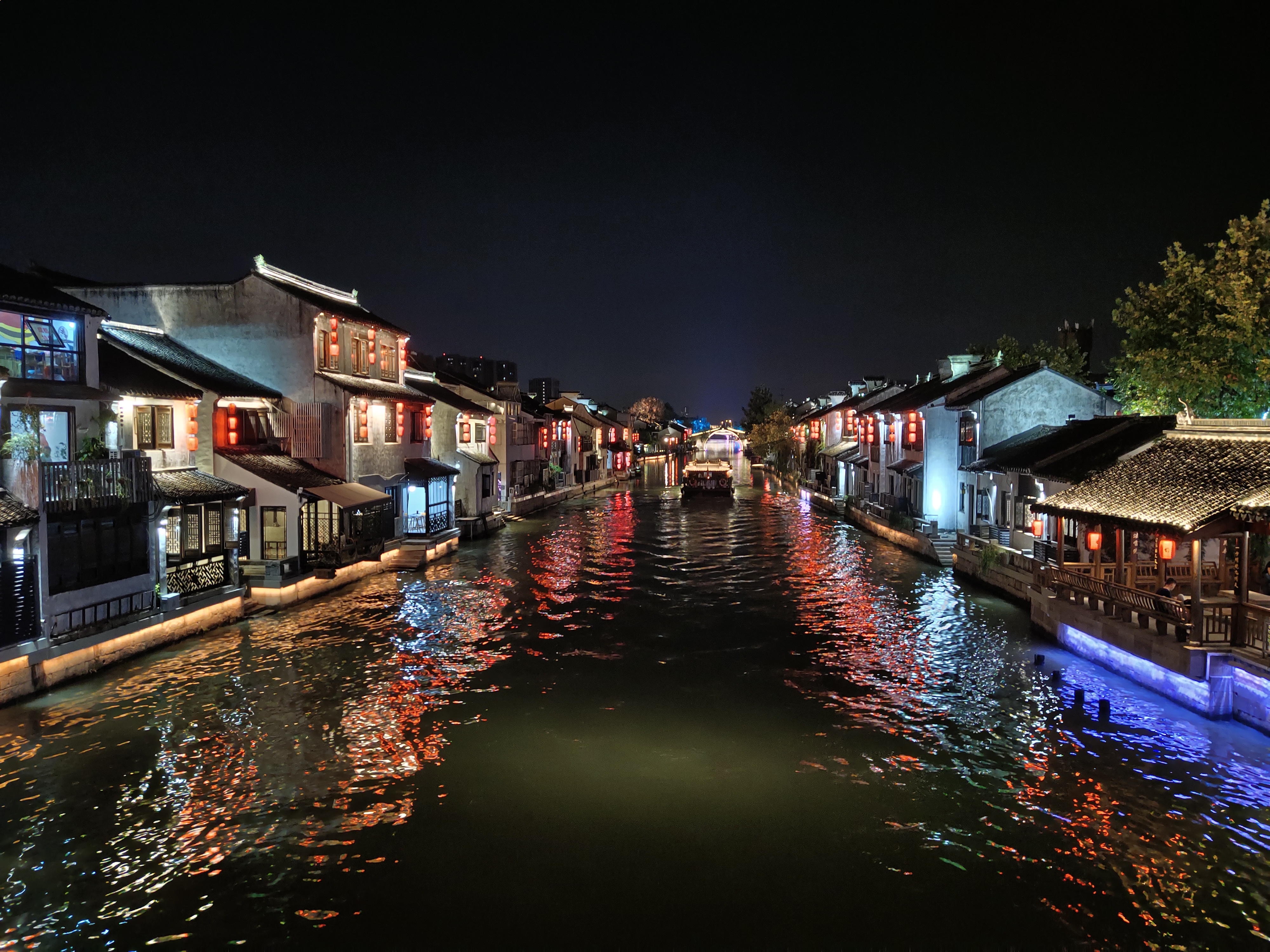
우시의 대운하

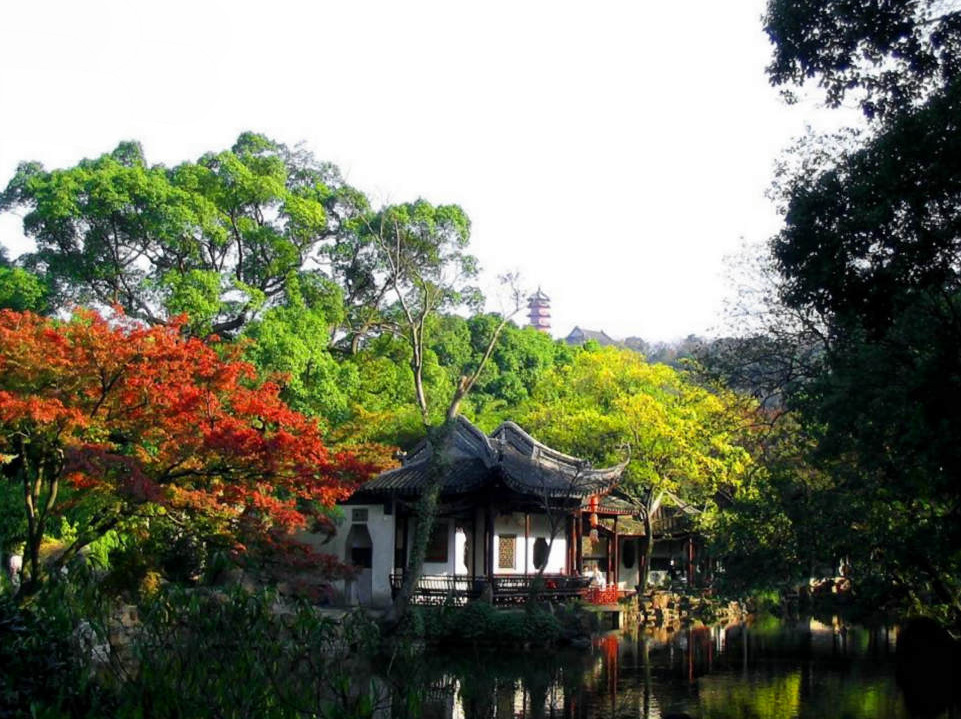
기창원

우시시(중국어 간체자: 无锡市, 정체자: 無錫市, 병음: Wúxī)는 중화인민공화국 장쑤성 남부의 지급시이다.
개혁개방 이래 급격하게 공업이 발전하였다. 장강 델타에 위치해, 동쪽의 상하이에서는 128 km, 서쪽의 장쑤성 성도 난징에서는 183km의 거리이다. 동쪽 근처는 쑤저우(蘇州市,苏州市), 서쪽 근처는 창저우(常州 市)이다.
우시의 시 성역 북부 경계는 장강 남안에 해당하며, 우씨 시 관할 하의 항만 도시 장인 시(江陰市)가 타이저우 시를 맞은 편으로 접한다. 남부의 경계는 타이호 북해안이지만, 시역은 한층 더 타이호를 북안의 월경지로 타이 호 서해안의 이싱 시(宜興市)도 관할하고 있다. 이싱 시는 북쪽과 서쪽을 창저우 시로 둘러싸여 있고, 남쪽은 저장성에 접하고 있다.

## 역사
우시는 유사 이래 아주 오랜 역사를 가지고 있다. 선사시대에는 6000~7000년전부터 거주와 농경의 흔적이 있고 장강 문명에 속하는 량주 문화의 분묘 등의 유적이 있다. 이곳이 오의 발상지의 하나가 되었다. 오는 제철 등 금속의 정련·가공과 농기구·무기의 이용으로 중원의 나라들을 압도했고 우시도 원래는 주석을 많이 산출하는 유석(有錫)이라는 이름의 광공업 도시였다고 한다. 그러나 지나친 채굴로 전한 때 고갈되어 이때부터 무석(無錫)이 되었다고 한다. 그러나 근년의 언어학자 등의 연구에 의해 시명의 무라는 글자의 유래는 월어의 발어사에 의한 것으로, 종래의 주석의 산지로부터 유석에서 무석이 되었다고 하는 설을 부정하는 연구도 있다(강남은 고대 중국에서는 월나라의 영지로, 언어도 당연히 월어가 사용되고 있었다. 오늘날 강남 지역에서 통용되는 우어의 근원도 이 월어이다).
기원전 202년, 전한은 이곳에 무석현을 두었다. 수나라 때 건설된 대운하가 무석을 지났고 이후 강남의 농산물과 직물이 집산되어 화북이나 중국 각지로 보내지는 중요한 경제 도시·상업도시가 되었다. 또, 명나라 말에는 고헌성에 의해 동림서원이 지어져 동림파의 거점이 되었다.
청나라 후기에 우시는 주위의 농산물의 집적을 배경으로, 이곳에 있던 쌀 시장의 시세의 영향력은 장쑤 성의 범위를 넘을 정도였다. 또 방적업이나 섬유 산업이 발달해, 우시는 '포마두(布碼頭, 옷감의 항구)'로 불릴 정도였다. 그리고 신해혁명이 일어나기 전까지 식품이나 섬유 등의 민족자본이 형성되기 시작했다.
이러한 경제의 발전은 문화의 발전도 수반했다. 많은 문인 등이 우시에서 태어났고 우시에는 기창원(寄暢園) 등 매우 뛰어난 정원 등이 건설되어 지금도 남아 있다.
우시시 이싱시에서 공산주의 정치인 구추백이 태어났다.
1912년, 중화민국은 우시 현을 두었고 크고 작은 자본의 본거지가 된 우시는 '소상하이(小上海)'로 불릴 정도로 상업이 번영했다. 1937년, 중일전쟁 때 일본군은 우시에 입성했고 전장이 된 시가지는 크게 파괴되었다.(중국측의 주장으로는 입성 시에 1만 4천명이 희생이 되었다고 한다). 1949년 4월 23일, 국공내전말에 중국 인민해방군이 우시를 점령했다. 1953년 우시는 장쑤 성의 직할시가 되었다. 하지만 대약진 운동 인민공사화와 문화대혁명은 우시와 그 주변의 황폐화 및 경제의 파괴를 가져왔다.
개혁개방 이래, 우시의 경제는 재기해 눈부신 발전을 이루게 되었다. 1981년 우시는 전국 15개의 경제 중심 도시의 하나가 되었고, 1984년 우시는 전국 10개의 중점 관광도시의 하나가 되었다. 1985년까지 우시는 개방 도시가 되어, 공업단지 등이 정비되어 해외 자본이 대규모 투자를 실시했다. 이후 우시는 항상 도시실력 순위나 투자환경 순위에서 중국 상위에 들어갔고 2004년의 시민 1인당 국내 총생산은 52,825위안(당시의 환율로 6,382달러)에 이르고 있다.
우시에는 현재 중국 국가슈퍼컴퓨터 센터가 자리하고 있으며, 2007년 11월 현재 세계 최고의 슈퍼컴퓨터인 선웨이 타이후라이트(Sunway TaihuLight)가 초당 9경 3천조 회의 연산 속도를 자랑하고 있다.
2024년 우시시의 GDP는 1조 6,263억 2,900만 위안에 도달하여 불변가격 기준으로 전년 대비 5.8% 증가하였으며, 전국 평균(5.0%)보다 높습니다. 이 중 1차산업 부가가치는 140억4500만위안으로 전년대비 3.5% 증가했고, 2차산업 부가가치는 7716억2000만위안으로 전년대비 6.2% 증가했다. 3차 산업의 부가가치는 8,406억 8,200만 위안으로 전년 대비 5.4% 증가했으며 재정수입은 1,210억 1,000만 위안으로 전성 3위를 차지했으며 1인당 GDP는 21만 6,900위안으로 전국 3위를 차지했습니다. 베이징과 상하이.

## 지리

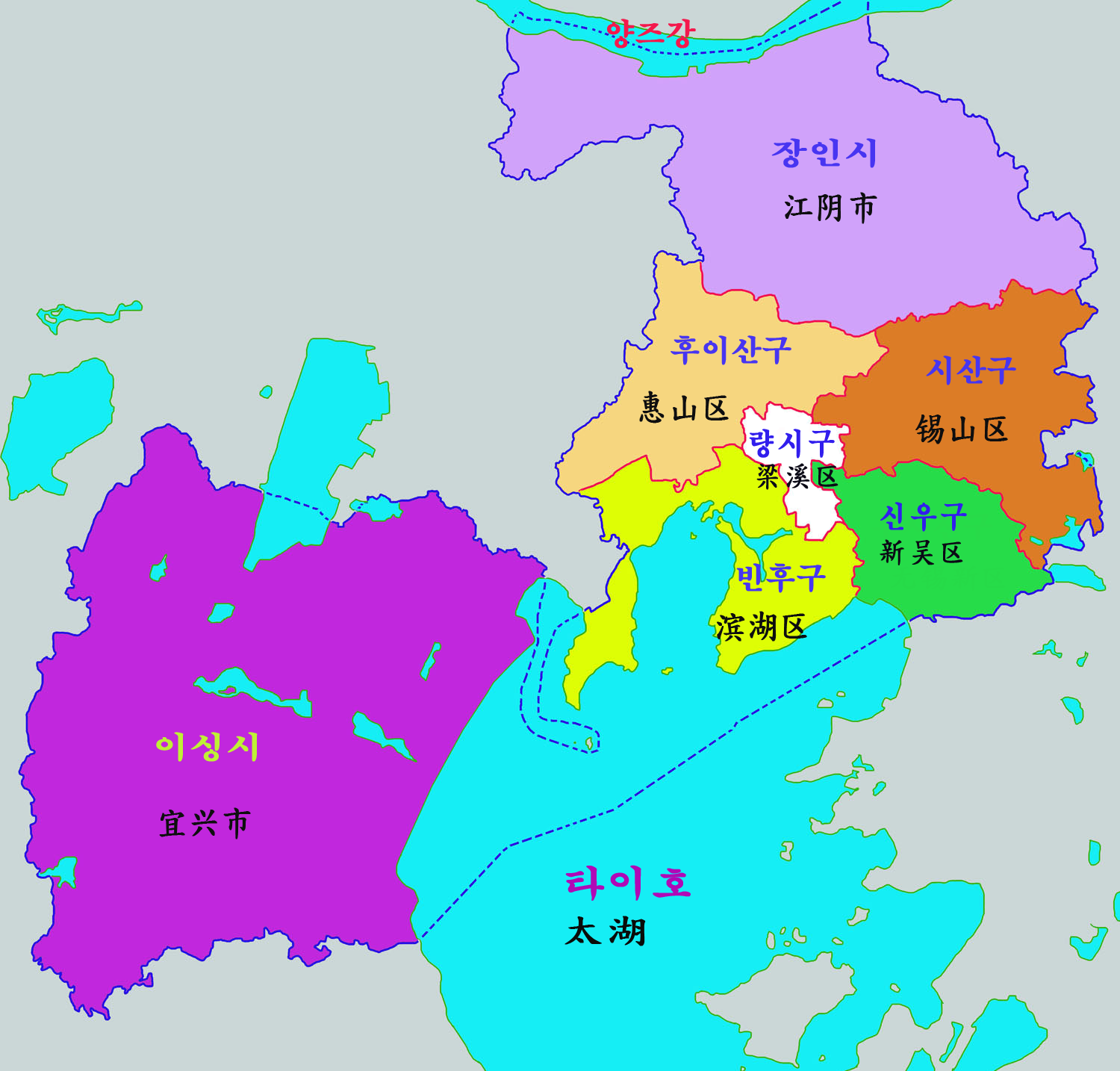
우시시 현급구역

우시의 시역은 대부분 충적평야이며, 낮은 산지와 구릉이 약간 있다. 최고 지점은 황탑정(611.5m)이며, 이러한 산은 석회암으로 되어 있어, 태호석이라고 불리는 구멍이 많은 복잡한 형태의 기이한 돌을 산출한다. 이 돌은 중국 정원에서 감상이나 장식용 등으로 사용되기 때문에 진귀하게 취급 된다. 우시 시역 남부에는 태호가 펼쳐져 있고, 작은 하천이 무수히 흐르는 전형적인 강남의 수향이다. 수면 면적은 769km2, 면적의 16.5%를 차지한다. 태호에 나는 물고기 등의 수산물이 풍부하고, 예부터 《어미지향》이라고 불렸었다.
태호에 접한 우시 시가는 전형적인 중국이 옛 성벽 도시이며, 시내 중앙을 수나라 대 이후부터 대운하가 관통해, 경항운하가 된 지금도 많은 배가 왕래한다.
우시는 여름에는 덥고, 겨울에는 아주 추워서 기온차가 크다. 연평균 기온은 16.8℃이고 1월 평균기온은 3.9 °C, 7월 평균기온은 28.9 °C이다. 무상일수는 220일이고 일조시간은 1860.4시간이다. 동중국해에 가깝기 때문에 계절풍이나 태풍의 영향을 받아 연평균 강수량은 1,200mm에 이른다.
| 우시시의 기후                                                 | 우시시의 기후 | 우시시의 기후 | 우시시의 기후 | 우시시의 기후 | 우시시의 기후 | 우시시의 기후 | 우시시의 기후 | 우시시의 기후 | 우시시의 기후 | 우시시의 기후 | 우시시의 기후 | 우시시의 기후 | 우시시의 기후   |
| 월                                                            | 1월           | 2월           | 3월           | 4월           | 5월           | 6월           | 7월           | 8월           | 9월           | 10월          | 11월          | 12월          | 연간            |
| ------------------------------------------------------------- | ------------- | ------------- | ------------- | ------------- | ------------- | ------------- | ------------- | ------------- | ------------- | ------------- | ------------- | ------------- | --------------- |
| 역대 최고 기온 °C (°F)                                        | 22.1 (71.8)   | 26.8 (80.2)   | 29.1 (84.4)   | 34.8 (94.6)   | 35.3 (95.5)   | 38.1 (100.6)  | 39.7 (103.5)  | 40.1 (104.2)  | 37.5 (99.5)   | 33.1 (91.6)   | 28.7 (83.7)   | 22.5 (72.5)   | 40.1 (104.2)    |
| 일평균 최고 기온 °C (°F)                                      | 7.8 (46.0)    | 10.2 (50.4)   | 14.9 (58.8)   | 21.0 (69.8)   | 26.2 (79.2)   | 28.9 (84.0)   | 32.8 (91.0)   | 32.3 (90.1)   | 28.2 (82.8)   | 23.1 (73.6)   | 17.2 (63.0)   | 10.6 (51.1)   | 21.1 (70.0)     |
| 일일 평균 기온 °C (°F)                                        | 3.9 (39.0)    | 6.0 (42.8)    | 10.2 (50.4)   | 16.0 (60.8)   | 21.4 (70.5)   | 24.9 (76.8)   | 28.9 (84.0)   | 28.3 (82.9)   | 24.2 (75.6)   | 18.6 (65.5)   | 12.6 (54.7)   | 6.3 (43.3)    | 16.8 (62.2)     |
| 일평균 최저 기온 °C (°F)                                      | 0.9 (33.6)    | 2.6 (36.7)    | 6.4 (43.5)    | 11.7 (53.1)   | 17.2 (63.0)   | 21.6 (70.9)   | 25.7 (78.3)   | 25.3 (77.5)   | 20.9 (69.6)   | 14.9 (58.8)   | 8.9 (48.0)    | 2.9 (37.2)    | 13.3 (55.9)     |
| 역대 최저 기온 °C (°F)                                        | −9.2 (15.4)   | −7.6 (18.3)   | −3.5 (25.7)   | 0.7 (33.3)    | 8.7 (47.7)    | 11.6 (52.9)   | 18.4 (65.1)   | 18.3 (64.9)   | 11.7 (53.1)   | 2.8 (37.0)    | −3.2 (26.2)   | −8.0 (17.6)   | −9.2 (15.4)     |
| 평균 강수량 mm (인치)                                         | 66.3 (2.61)   | 61.7 (2.43)   | 83.6 (3.29)   | 84.5 (3.33)   | 95.4 (3.76)   | 210.6 (8.29)  | 180.8 (7.12)  | 173.9 (6.85)  | 92.1 (3.63)   | 58.4 (2.30)   | 59.3 (2.33)   | 40.8 (1.61)   | 1,207.4 (47.55) |
| 평균 강수일수 (≥ 0.1 mm)                                      | 10.2          | 9.9           | 11.4          | 10.5          | 11.2          | 13.3          | 12.1          | 12.6          | 8.8           | 7.9           | 8.5           | 7.7           | 124.1           |
| 평균 강설일수                                                 | 3.0           | 2.0           | 0.8           | 0.1           | 0             | 0             | 0             | 0             | 0             | 0             | 0.2           | 0.9           | 7               |
| 평균 상대 습도 (%)                                            | 74            | 74            | 71            | 70            | 70            | 77            | 77            | 78            | 77            | 74            | 75            | 72            | 74              |
| 평균 월간 일조시간                                            | 123.0         | 124.0         | 145.8         | 171.0         | 181.4         | 136.7         | 189.5         | 185.4         | 161.9         | 162.4         | 140.3         | 139.0         | 1,860.4         |
| 가능 일조율                                                   | 38            | 40            | 39            | 44            | 43            | 32            | 44            | 46            | 44            | 47            | 45            | 45            | 42              |
| 출처: 중국기상국 (평년값: 1991년~2020년, 극값: 1981년~2010년) |               |               |               |               |               |               |               |               |               |               |               |               |                 |

## 경제

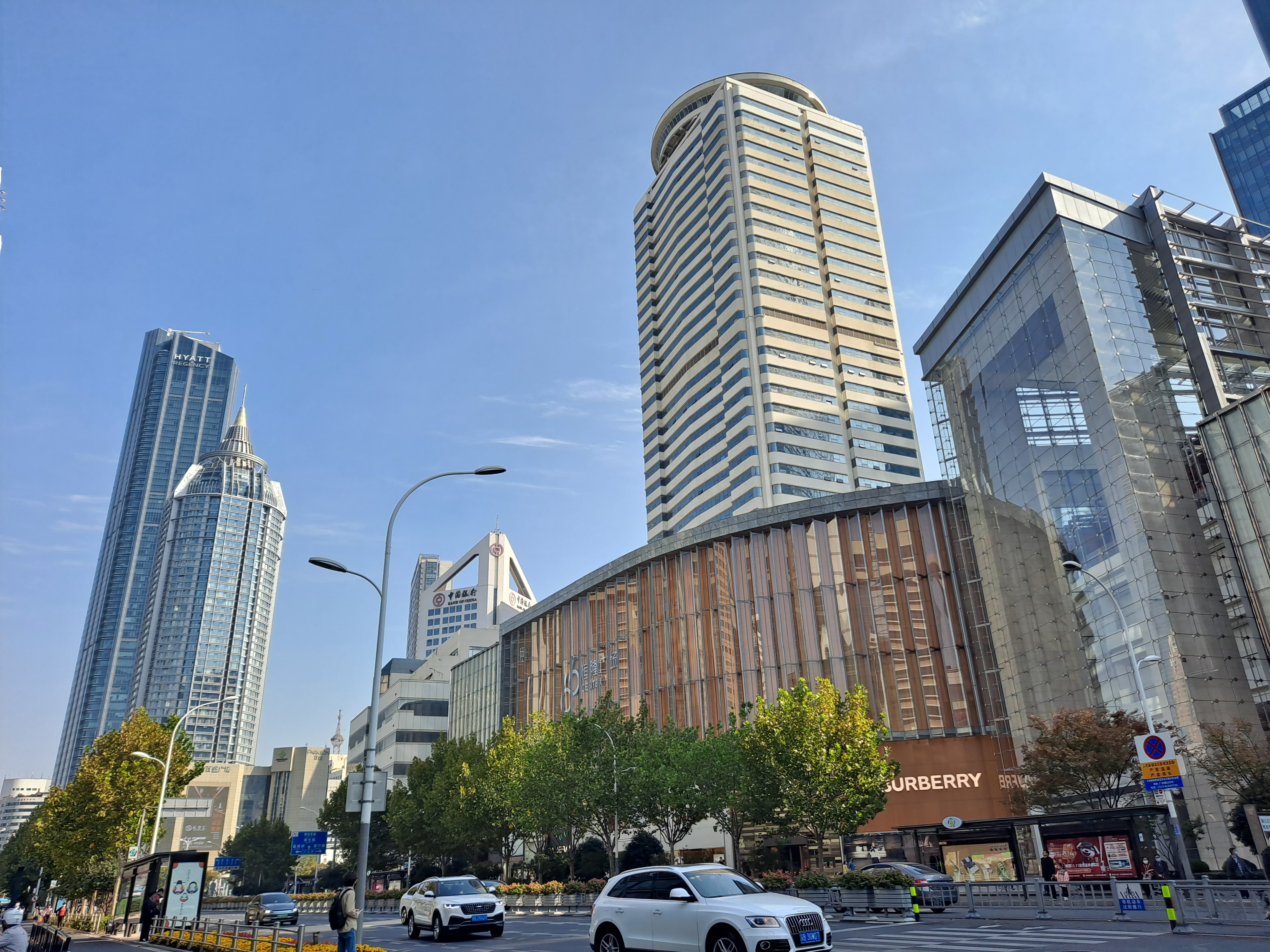
우시 시가지

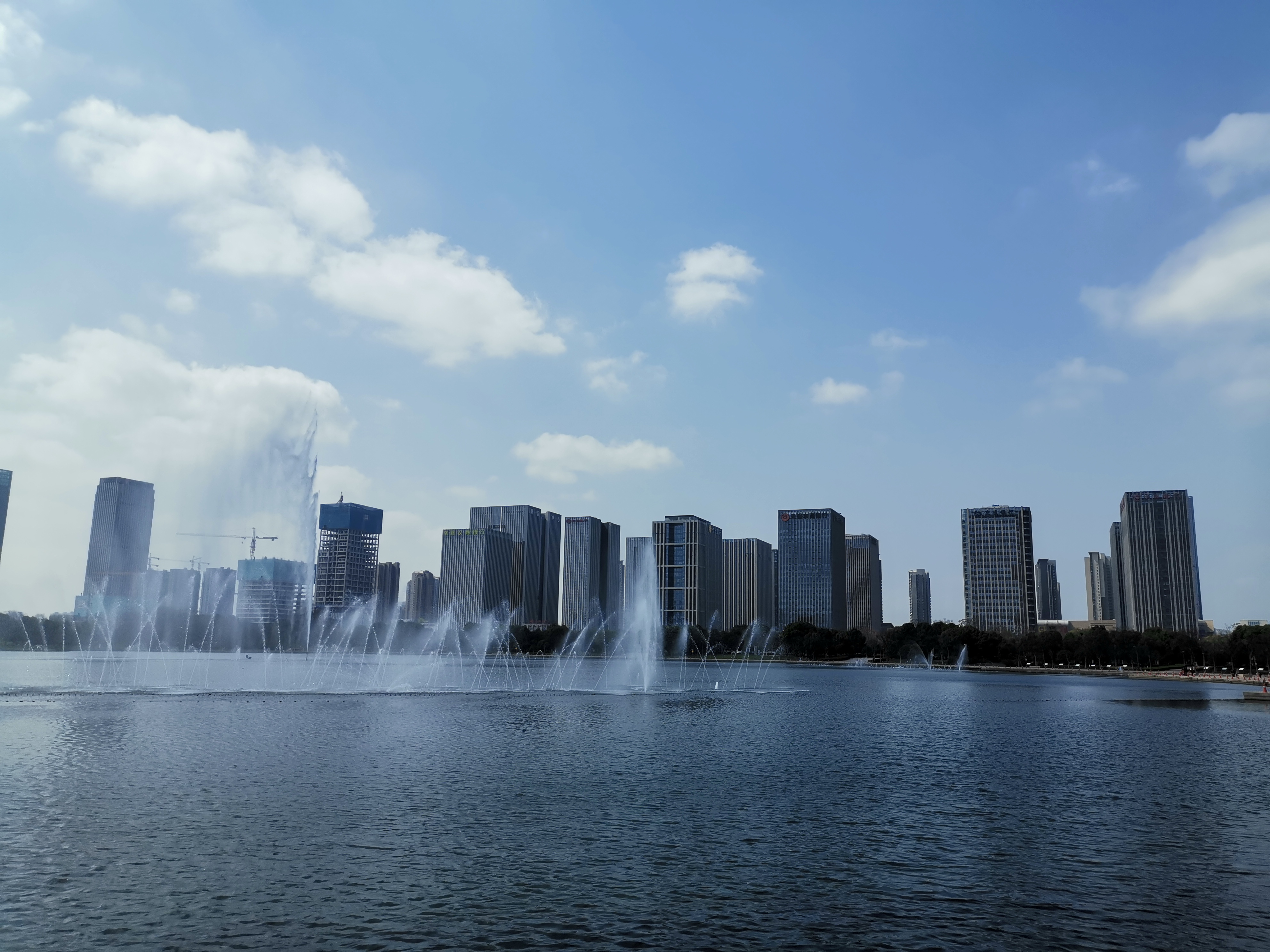
금융의 거리

현재 우시는 투자 등급 도시로 지정되었고 새로운 공업 발전을 위한 두 개의 거대 공업 단지가 있다. 현재는 방직 산업의 중심지이지만 앞으로 전기 자동차 제조와 자재소요계획 소프트웨어 개발로 전환할 계획이고 최근에는 태양 에너지 회사의 지부가 설립되는 등 태양광 도시를 향해 나아가고 있다.
지방 정부의 최근 통계에 따르면 경제 활동의 24%는 방직 산업이 차지하고 다른 25%는 자동차, 주형, 주조와 같은 제조업이 차지하며 또다른 8%는 경공업이 차지한다.

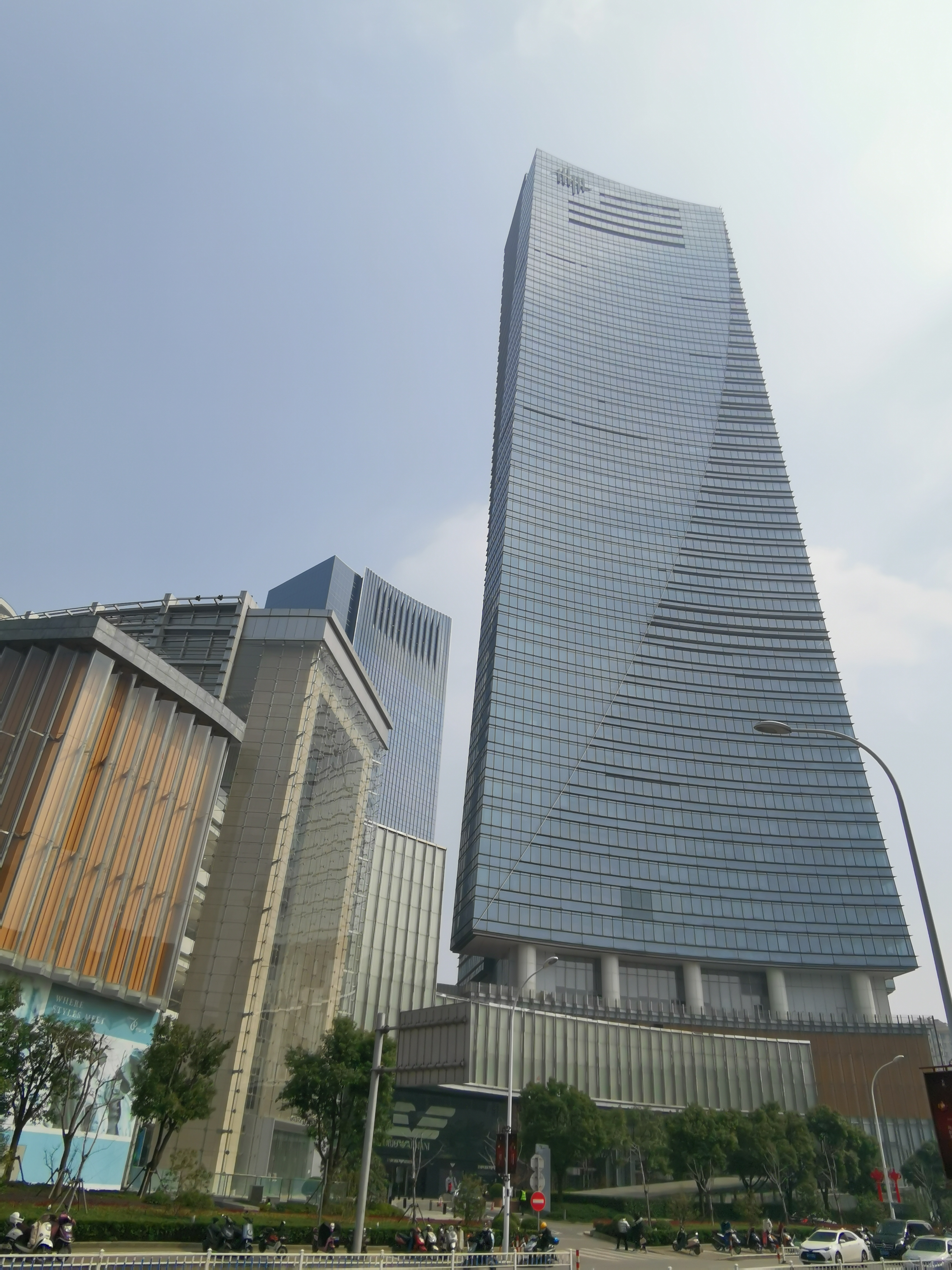
Center66

우시는 중국 최고의 업무 도시 중 하나이다. 2008년 포브스 순위에 따르면 우시는 중화인민공화국의 최고의 업무 도시 중 3위를 차지했다.
2024년 우시시의 GDP는 1조 6,263억 2,900만 위안에 도달하여 불변가격 기준으로 전년 대비 5.8% 증가하였으며, 전국 평균(5.0%)보다 높습니다. 이 중 1차산업 부가가치는 140억4500만위안으로 전년대비 3.5% 증가했고, 2차산업 부가가치는 7716억2000만위안으로 전년대비 6.2% 증가했다. 3차 산업의 부가가치는 8,406억 8,200만 위안으로 전년 대비 5.4% 증가했으며 재정수입은 1,210억 1,000만 위안으로 전성 3위를 차지했으며 1인당 GDP는 21만 6,900위안으로 전국 3위를 차지했습니다. 베이징과 상하이.

## 교통

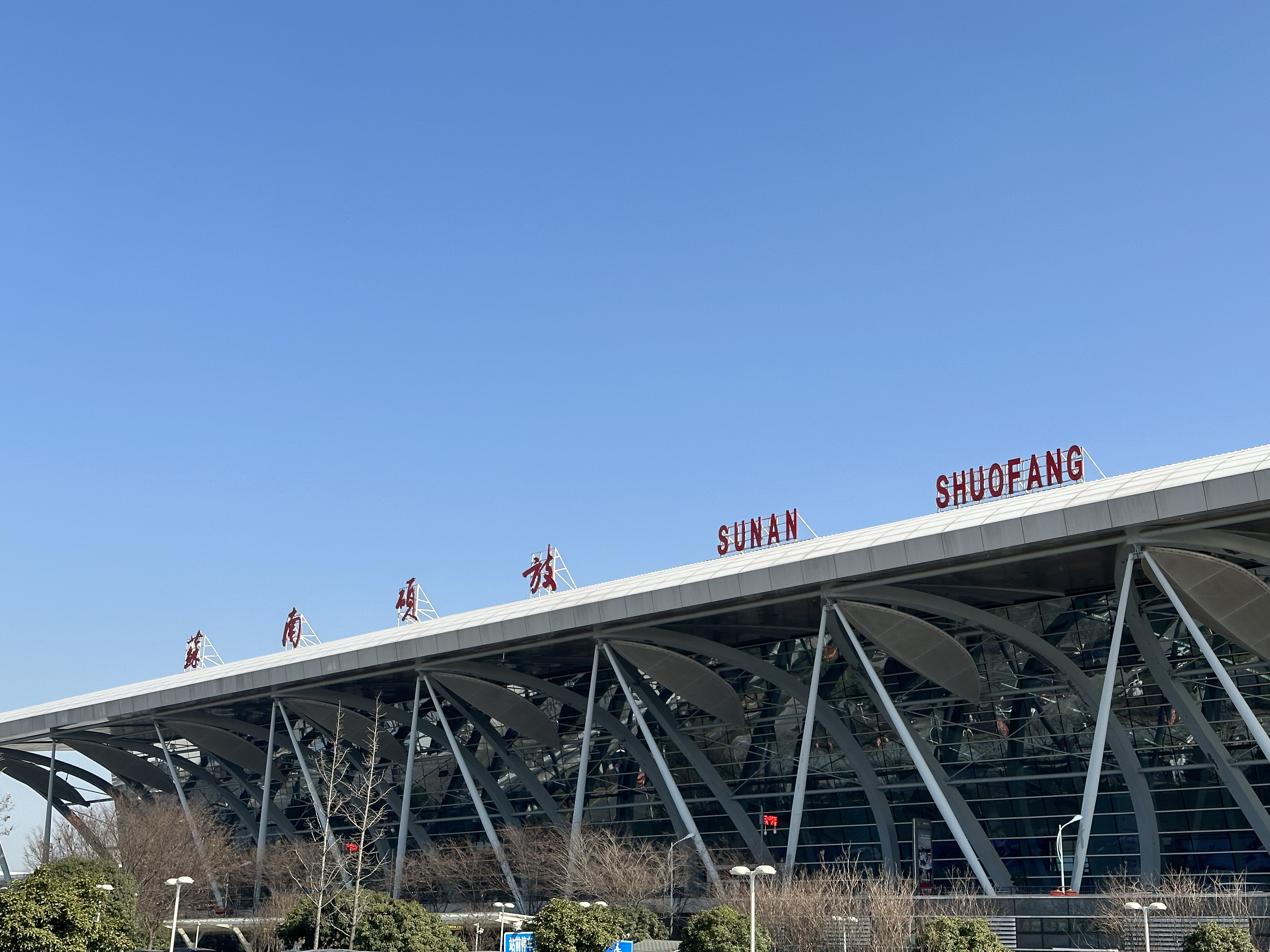
순안 샤오펑 국제공항

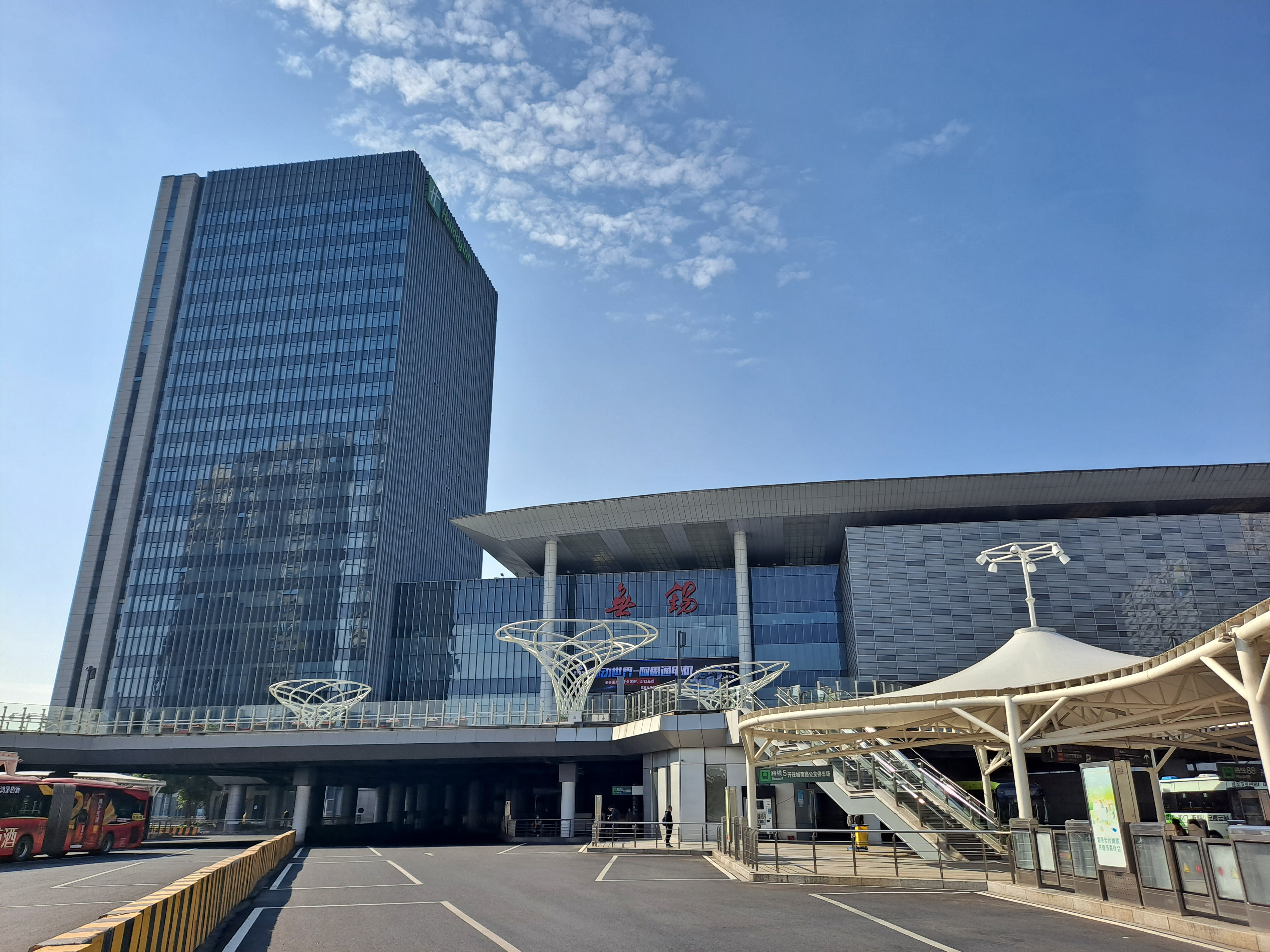
우시 중앙역

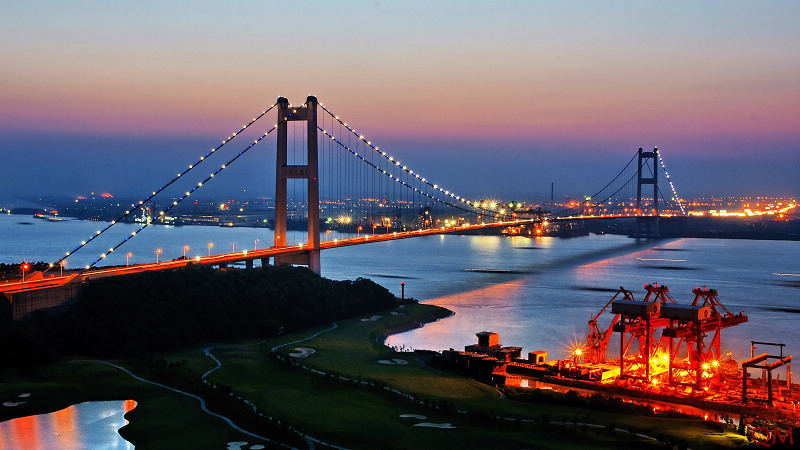
장인항

- 우시 기차역은 2010년 7월 1일에 개통한 301km(187마일)의 상하이-난징 도시간 고속철도에 위치해 있으며, 성도인 난징, 상하이, 수저우로 직행 노선을 제공합니다. 우시 지하철은 중국 장쑤성 우시시를 운행하는 도시 철도 교통 시스템입니다. 첫 번째 노선인 우시 지하철 1호선은 2014년 7월 1일에 공식 개통하여 우시는 중국 본토에서 22번째 광역권이 되었습니다. 장쑤성에서 철도 교통이 개통한 세 번째 도시입니다. 2024년 1월 현재 우시 지하철은 우시 지하철 1호선, 우시 지하철 2호선, 우시 지하철 3호선 1단계, 우시 지하철 4호선 1단계, 우시 지하철 S1호선 등 5개 노선이 운행되고 있습니다. 운행 거리는 145km이고, 총 97개 충전소가 있습니다. 2024년 1월 현재 우시에서는 우시 지하철 4호선 2단계, 우시 지하철 5호선 1단계, 우시 지하철 6호선 1단계, 우시 지하철 S2호선 등 총 4개 지하철 노선이 건설 중이며, 총 길이는 약 120m이다. 킬로미터.. 2024년 2월 16일, 우시 지하철 노선은 141만 1200명의 승객을 수송하며 역대 최고 기록을 세웠습니다.
- 우시 슈오팡 공항은 도심에서 14km(8.7마일) 떨어져 있으며, 2004년에 개장했으며 베이징, 광저우, 선전, 홍콩, 타이베이, 싱가포르, 오사카로 가는 직항편을 제공합니다.
- 우시는 상하이와 중국 중부, 북서부를 연결하는 중국 국도 312호선을 따라 위치하고 있습니다. 274km(170마일)의 상하이-난징 고속도로(G42)는 1996년 11월에 개통되었으며 상하이, 수저우, 창저우, 전장 및 장쑤성의 다른 도시를 연결합니다. 시이 고속도로는 길이가 62.3km(38.7마일)이며 우시와 이싱을 연결합니다.
- 우시 장인항은 현재 12개 선석을 보유하고 있으며, 주로 심천-샤먼 항 지역에 분포되어 있습니다. 모두 외국선박 개항 허가 검사를 통과했으며, 총 면적은 150만 제곱미터이며, 다강(Dagang)이 운영합니다. 각각 지사와 대청 지사입니다. 대강지점은 71만㎡의 마당을 보유하고 있으며, 1만2000㎡ 규모의 대형창고 2개를 보유하고 있으며, 각 창고에는 20톤 크레인 2대가 설치되어 있습니다. 부두에는 선석 10개가 있으며, 부두 앞쪽의 수심은 일년 내내 -15m로 유지됩니다. 5만톤, 10만톤 규모의 해상운송 부두 2개소, 2,000톤 규모의 해상운송 부두 1개소가 있으며, 40톤의 인양능력을 갖춘 9대의 갠트리 크레인을 갖추고 있어 대형 선박에서 화물의 하역 및 환적을 완료할 수 있다. 항구에 도착하는 10만 톤 미만의 리프팅 용량. 운영. 또한 총 길이가 536m인 5,000톤 규모의 내륙 부두가 4개 있으며, 항구 준설을 위한 여러 대의 갠트리 크레인과 적재 벨트 컨베이어가 장착되어 있습니다.
- 우시 대중교통은 중국 장쑤성 우시시를 운행하는 도시 도로 대중교통 시스템을 말합니다. 첫 노선은 1927년에 개통되었습니다. 2020년 현재, 우시의 대중교통은 총 297개의 버스 노선, 5,760km의 주행거리, 3,036대의 차량을 보유하고 있습니다. 2020년 우시 대중교통의 연간 승객 수는 1억 9,118만 명이었습니다.

## 행정 구역
시할구
- 시산 구(锡山区)
- 후이산 구(惠山区)
- 빈후 구(滨湖区)
- 량시 구(梁溪区)
- 신우 구(新吴区, 옛 우시 신구)
- 경제개발구（经开区）

현급시
- 장인 시(江阴市)
- 이싱 시(宜兴市)

## 자매 도시
- 대한민국 김해시
- 일본 아카시시
- 일본 사가미하라시
- 뉴질랜드 해밀턴
- 대한민국 울산광역시
- 캄보디아 시아누크빌
- 이스라엘 티베리아스